# Espira (Alemanya)
Espira (Speyer en alemany) és una ciutat de la regió del Palatinat de l'estat de Renània-Palatinat, a Alemanya. Té aproximadament uns 50.000 habitants. Està localitzada al costat del Rin i a 25 kilòmetres de Ludwigshafen i Mannheim.
El primer nom que és conegut de la ciutat és el de Civitas Nemetum, anomenada per la tribu teutònica dels Nèmetes, assentats en aquests territoris en l'antiguitat. Pels voltants de l'any 500 la ciutat va rebre el nom de Spira a causa del riu "Speyerbach" que hi passa i aflueix al Rin a la mateixa ciutat.
Speyer té un nucli antic compacte dominat per la Catedral d'Espira i l'Altpörtel, que era el portal d'entrada a la ciutat en el passat. Sota l'altar de l'església hi ha les tombes de vuit emperadors i reis germànics, els cossos dels quals es creu que van desaparèixer durant la invasió francesa dels segles xvii i XVIII.

## Cronologia

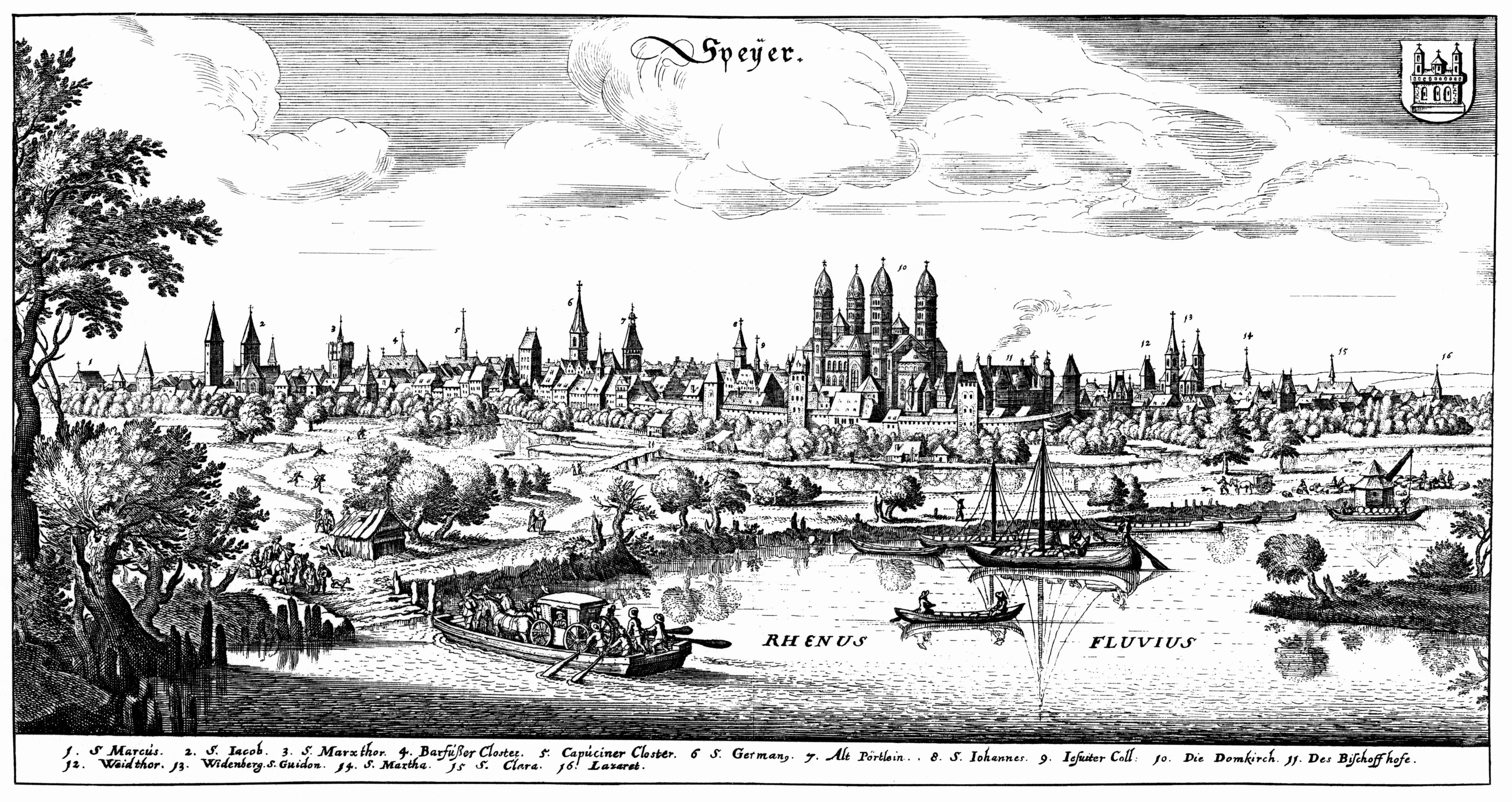
Vista d'Espira el 1637

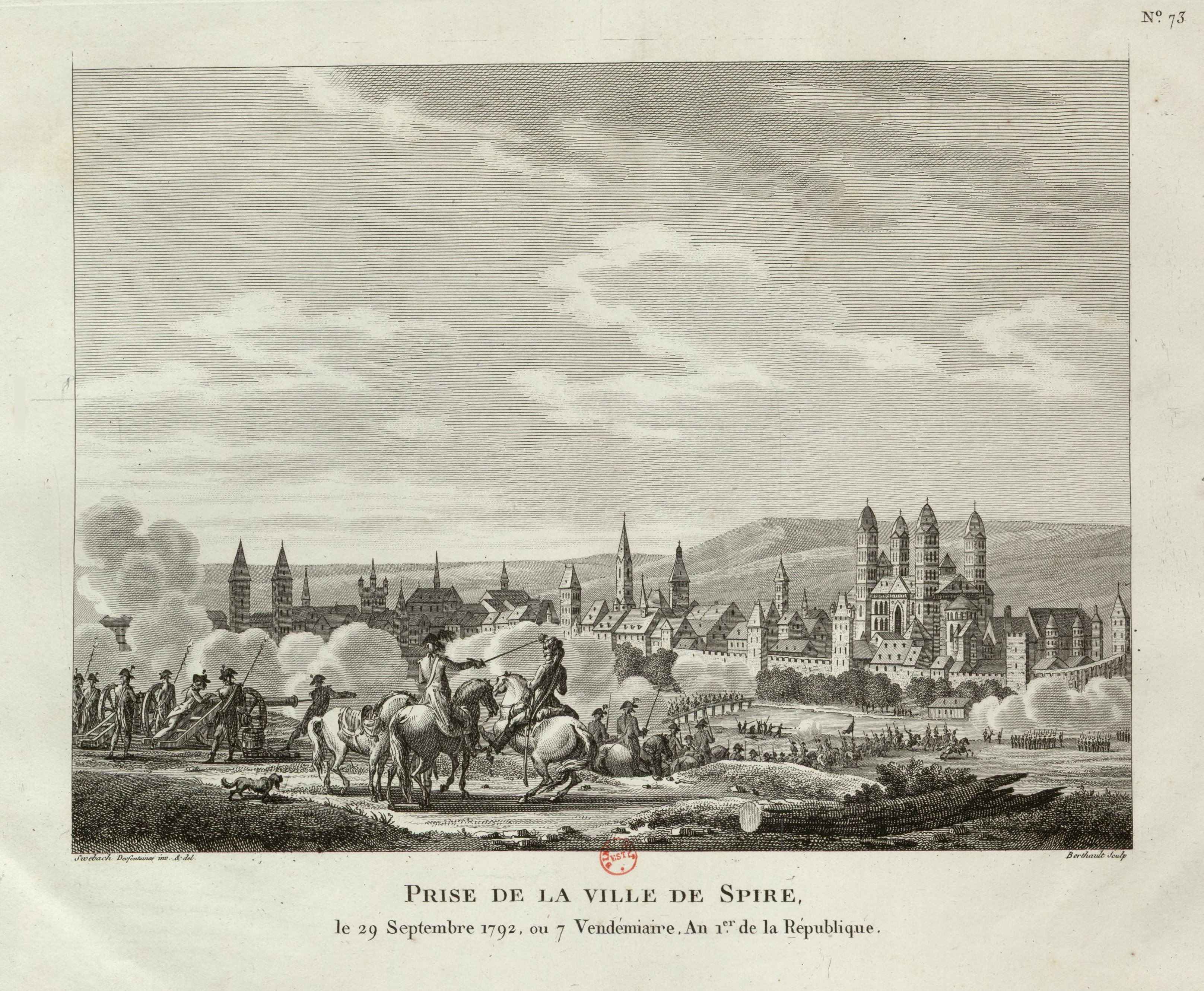
Espira l'any 1792, durant les guerres contra les tropes revolucionàries franceses

| Data               | Fet |
| ------------------ | --- |
| 10 aC.             | El campament romà de Noviomagus s'estableix entre el que en l'actualitat és l'ajuntament i el palau episcopal. |
| 346                | Un bisbe del poble es mencionat per primera vegada |
| 614                | Es fa la primera menció del nom de Spira a causa de la citació d'un bisbe al concili de París de l'any 614. |
| segle XI           | Una moneda de plata d'Espira arriba a les illes Fèroe i són trobades el 1863 amb 97 monedes més. Aquesta troballa és coneguda amb el nom de Tresor de Sandur. |
| 1030               | L'emperador Conrad II comença la construcció de la Catedral d'Espira, avui declarada Patrimoni de la Humanitat per la UNESCO |
| 4 de maig del 1047 | L'emperador Enric III porta el cadàver de Sant Guido de Pomposa a Speyer. |
| 1076               | L'emperador Enric IV fa passar la Ruta Penitencial de Canossa per la seva ciutat més estimada, Espira. |
| 1096               | Durant la Primera Croada, la comunitat jueva de Speyer és massacrada. |
| 1294               | El bisbe d'Espira perd els privilegis que tenia i la ciutat passa a tindre el títol de Ciutat Lliure Imperial del Sacre Imperi Romanogermànic |
| 1526               | La Primera Dieta de Speyer decreta la legalitat de la pràctica i l'ensenyança del luteranisme |
| 1527–1689          | Speyer és la seu de la Cambra de Justícia de l'Imperi |
| 10 d'abril de 1529 | L'entitat territorial evangèlica de Reichsstand protesta contra l'edicte de Worms que impedia la Reforma Protestant |
| 1689               | Durant la Guerra dels Nou Anys la ciutat és destruïda per les tropes del General Mélac en un incendi. La ciutat no és reconstruïda fins a l'any 1698. |
| 1792               | La ciutat és conquerida per les tropes revolucionàries franceses i queda fins a 1814 sota domini francès. Speyer es nomena capital de la sotsprefectura anomenada Département du Mont-Tonnerre del Primer Imperi Francès. |
| 1816               | La ciutat es converteix en capital del Palatinat i se seu del govern de la Baviera del Rin, més tard anomenada Baviera Palatina fins al final de la Segona Guerra Mundial |
| 1883-1904          | Es construeix l'església de Gedächtniskirche der Protestation en record a la protesta de 1529, coneguda com la "Protesta d'Espira" |
| 1923               | Els separatistes palatins construeixen un govern autònom del Palatinat |
| 1924               | Atemptat sobre el president del govern del Palatinat, Franz Josef Heinz |
| 1930               | El 27 de maig l'exèrcit francès abandona l'àrea, el 24 de juny ho fa la Gendarmeria Nacional Francesa de la capital del Palatinat (Pfalz). Aquest mateix any se celebren els 900 anys de la Catedral d'Espira, i la font de la plaça de la catedral és omplerta amb 1560 litres de vi, acte que no es feia des de 1871. A Espira és tradició que en un nomenament d'un nou bisbe o en un esdeveniment important, la font de la catedral s'ompli amb vi. |
| 1936               | Speyer es converteix en guarnició dels regiment d'infanteria 104 i 110 de l'exèrcit del Tercer Reich, així com en seu del districte militar (fins al 1941), a causa d'això a la ciutat s'hi van instal·lar instal·lacions antiaèries i militars de reserva. |

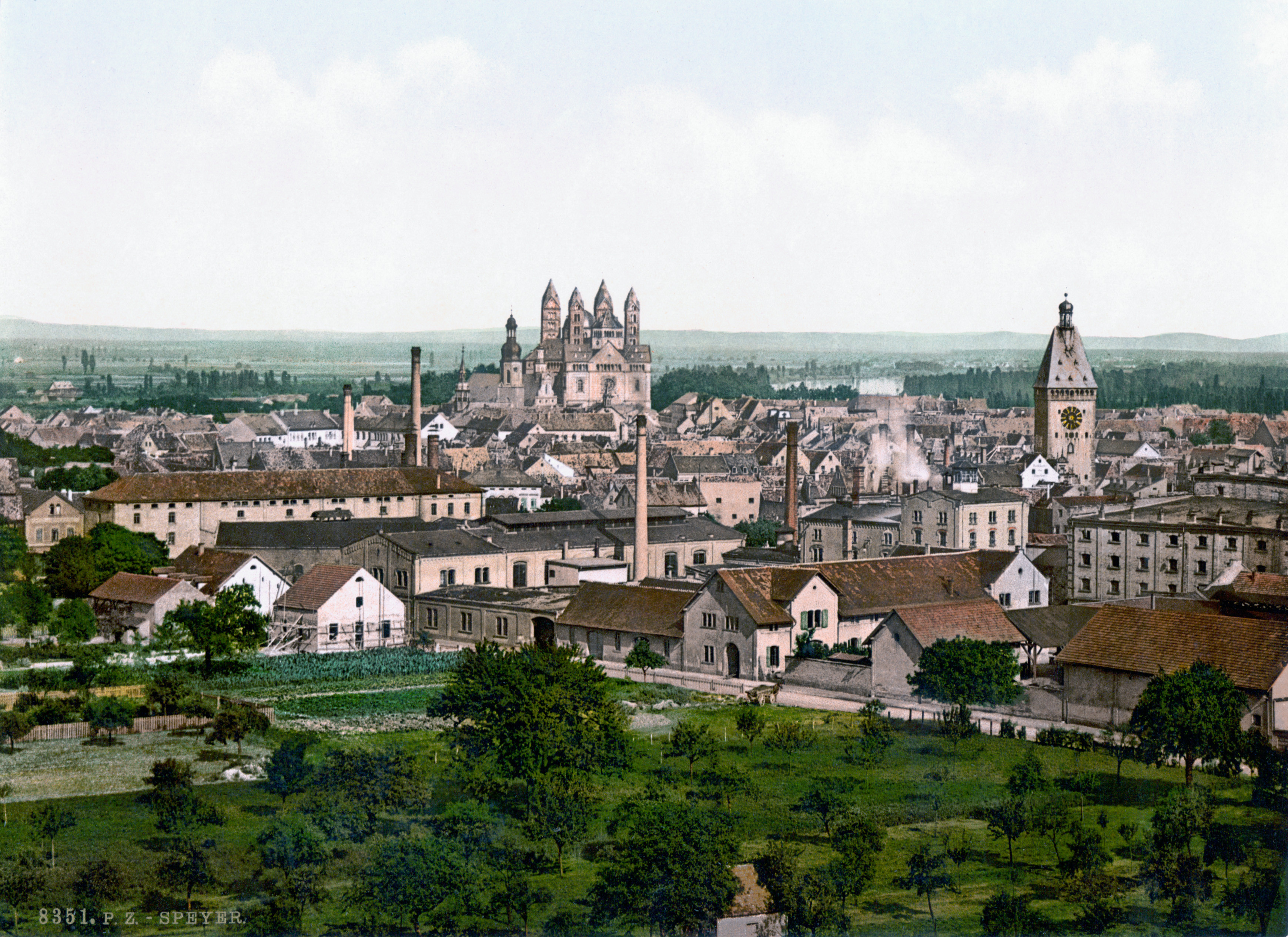
Espira el 1900

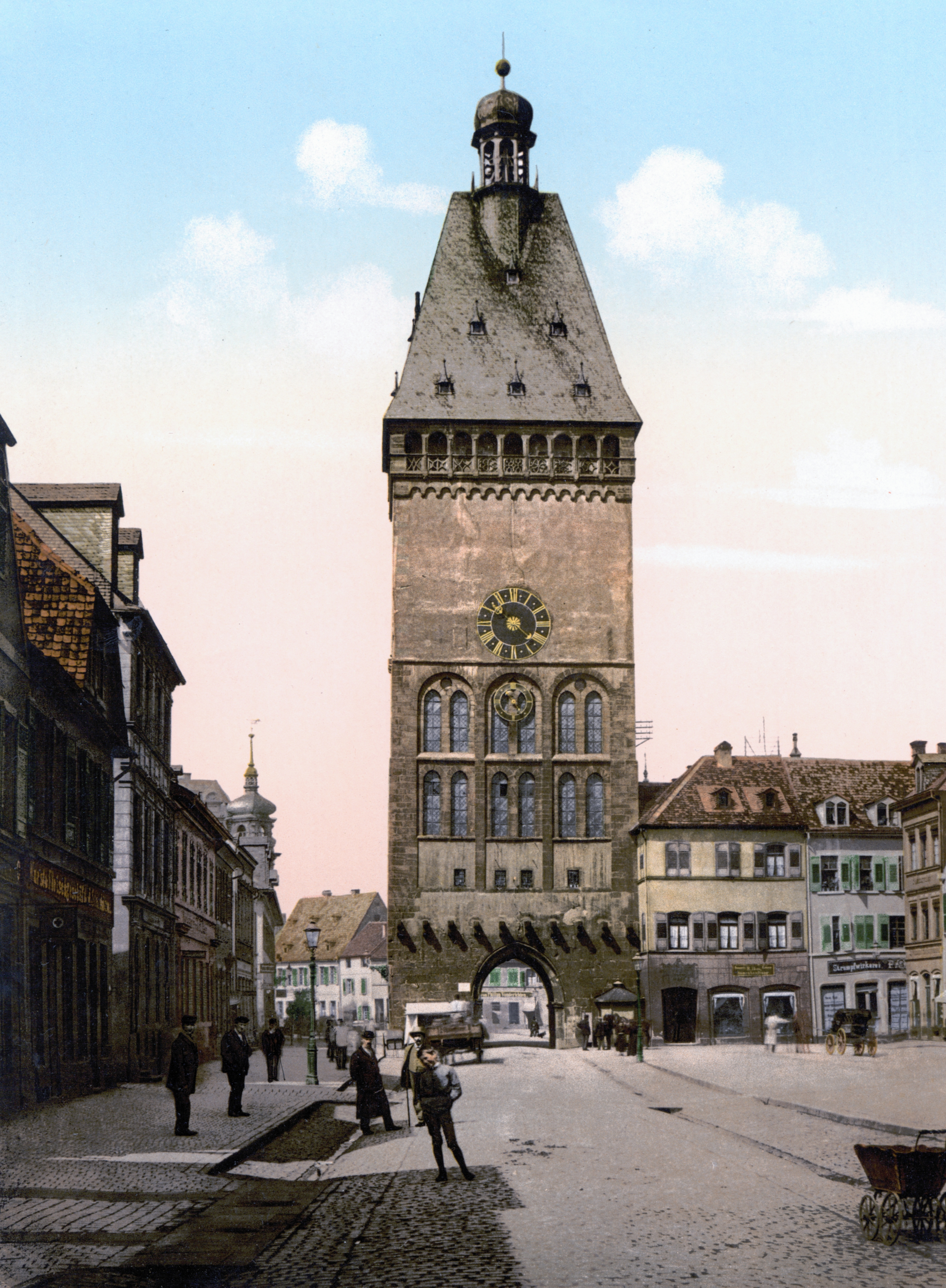
L'Altpörtel també a l'any 1900

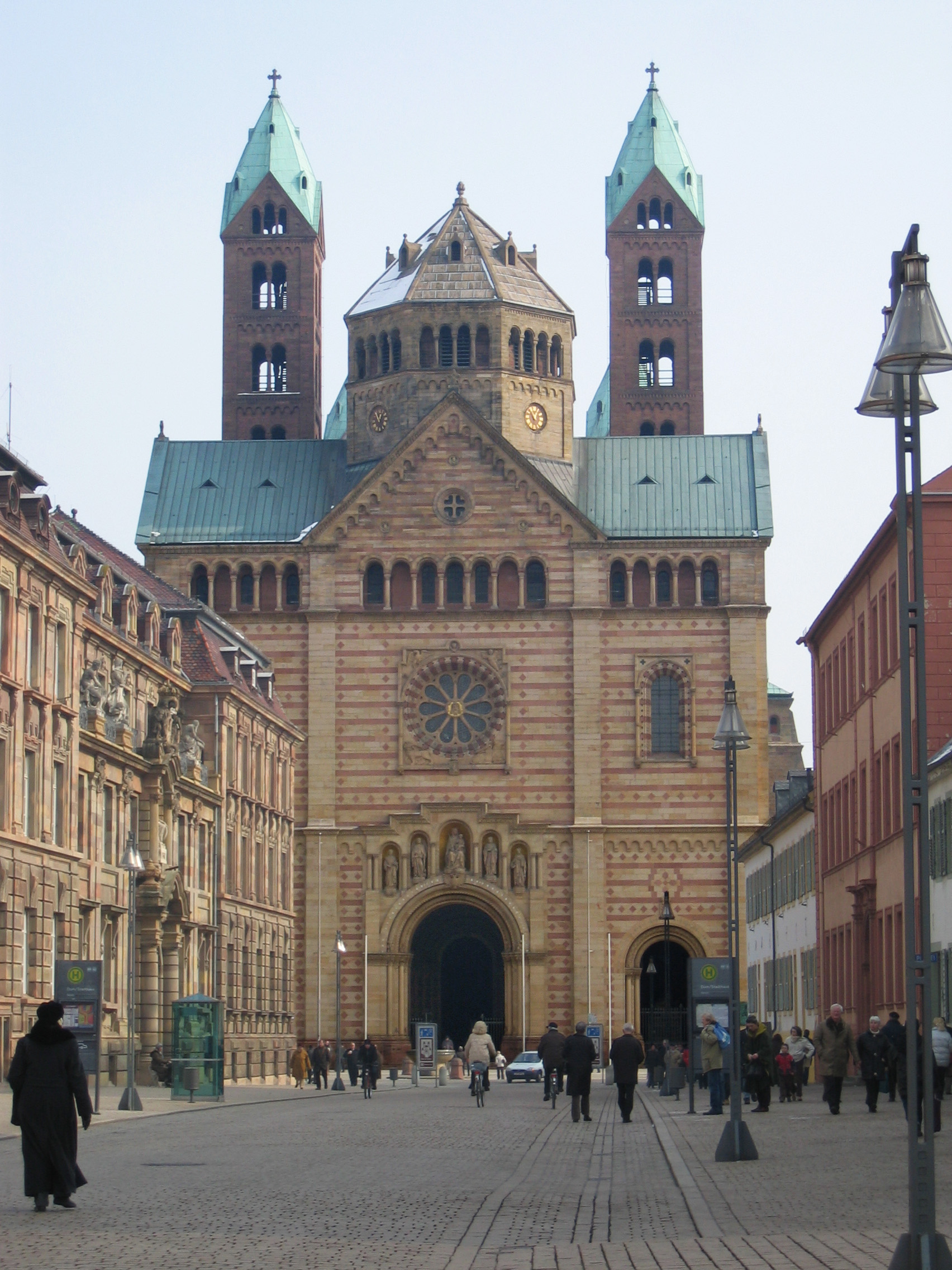
La catedral en l'actualitat

| 1938               | Nit dels vidres trencats: Els nacionalsocialistes van calar foc a la sinagoga edificada l'any 1937. La deportació de jueus d'Espira es va allargar fins a l'any 1940. En dos anys 50 jueus locals van ser deportats, i pocs van sobreviure a l'Holocaust. Aquell mateix any es va inaugurar el Salierbrücke, el primer pont d'Espira que creuava el Rin.                                                                                                |
| 1945               | Les tropes nazis volen el pont del Rin amb el fi d'evitar la invasió de l'exèrcit americà que va ocupar la ciutat, poc després que els francesos l'assaltessin. A la Segona Guerra Mundial 1464 habitants d'Espira van morir, i 263 més van desaparèixer. |
| 1956               | Es construeix un nou pont sobre el Rin, fruit de la cooperació de la ciutat amb altres localitats com Chartres, a França, i Spalding, al Regne Unit |
| 1957               | Es fa una gran restauració de la catedral a causa de l'aniversari de la seva benedicció, que se celebraria el 1961. El 1996 es va començar una altra restauració. |
| 1947               | Es funda la Universitat Alemanya de les Ciències Administratives d'Espira Arxivat 2012-04-14 a Wayback Machine. |
| 1988               | Espira rep les visites de personatges il·lustres com ara el Papa Joan Pau II, el president dels EUA Ronald Reagan i el president de la Unió Soviètica Mikhaïl Gorbatxov. |
| 1990               | La ciutat celebra 2000 anys d'existència i rep la visita del president dels EUA George Herbert Walker Bush el 18 de novembre |
| 1994               | Espira torna a rebre la visita d'un president dels EUA, Bill Clinton |
| 1998               | Speyer rep el Premi Europeu pels seus esforços en la integració de la ciutat dins la Unió Europea |
| 2006               | La ciutat és encarregada de ser la seu del Rheinland-Pfalz-Tag (dia de Renània-Palatinat) que es va celebrar del 19 al 21 de maig |

## Llocs i edificis

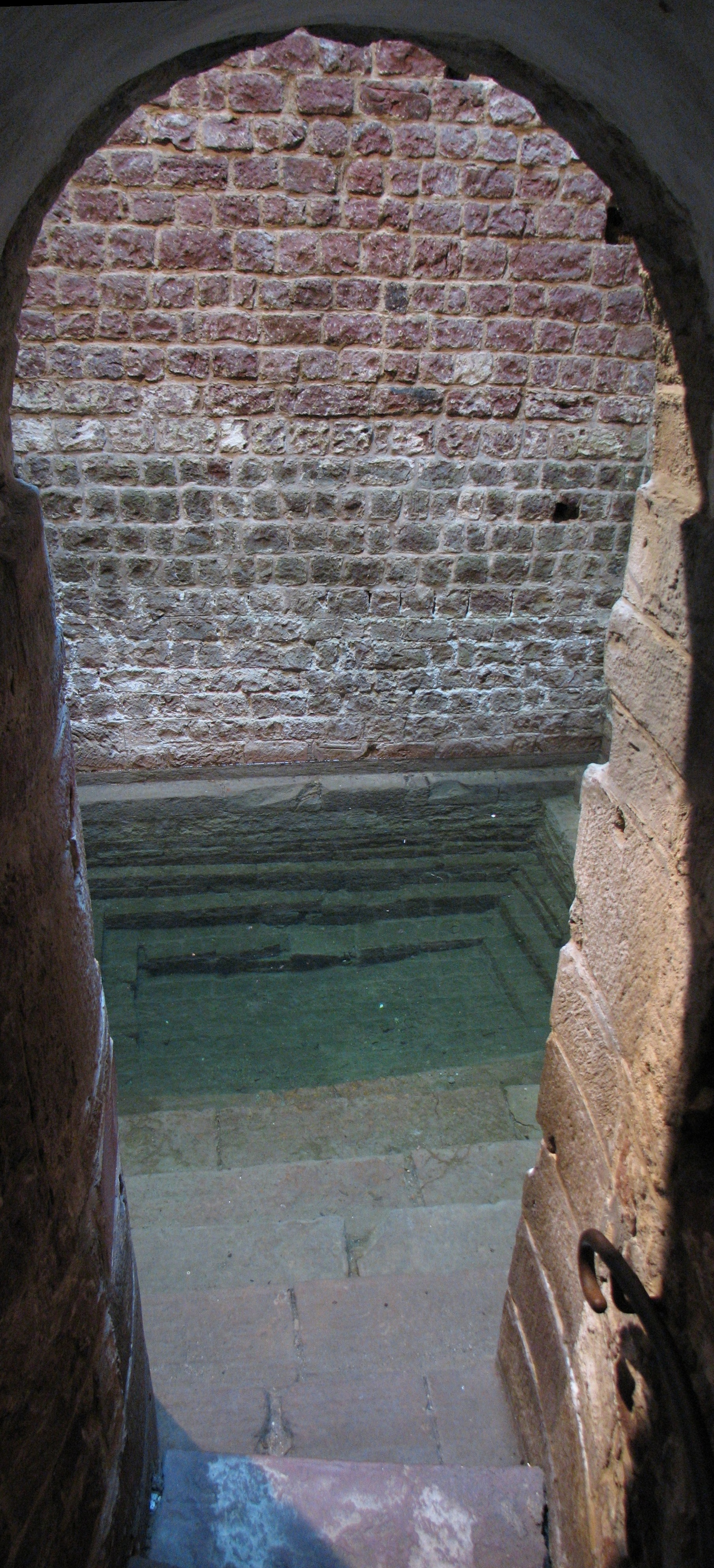
Banys jueus d'Espira

- La Catedral d'Espira és declarada Patrimoni de la Humanitat per la UNESCO. La "Speyerer Dom" (nom alemany), és l'obra romànica més gran del món.
- L'Altpörtel s'aixeca a l'altra punta de la Maximilianstraße, el carrer principal de la ciutat. Aquesta torre de 55 metres d'alçada es va edificar com a porta occidental de la ciutat durant l'edat mitjana, la part inferior es va construir entre els anys 1230 i 1250, i la superior (de 20 metres) entre 1512 i 1514.
- Speyer té el pati jueu (Judenhof) més antic d'Alemanya, datat del segle xii. Entre les edificacions que s'hi troben hi ha la Mikwe, el lloc on es feia el bany ritual jueu.

- L'església de Dreifaltigkeitskirche és una església barroca, de doctrina luterana edificada el segle xviii.
- La Gedächtniskirche der Protestation és una església construïda a finals del segle xix i a començaments del segle XX en memòria de la "Protesta d'Espira".
- En reacció a l'església que recordava la "Protesta d'Espira", els catòlics van aixecar l'any 1914 la Josephskirche.
- A prop de l'estació hi ha la Bernhardskirche que s'edificava el 1953 com a església de la pau entre Alemanya i França.

- El Historisches Museum der Pfalz (Museu d'història del Palatinat) exposa peces històriques de la regió del Palatinat.
- El Technik-Museum Speyer (Museu Tècnic d'Espira) mostra màquines, vehicles, i en general, productes sortits de la ciència i la tècnica com ara un Boeing 747 de l'aerolínia alemanya Lufthansa o el transbordador espacial soviètic Buran (a partir del setembre del 2008).

## Infraestructures
Trànsit rodat
Espira està excel·lentment connectada per una xarxa de carreteres i autopistes. La Bundesautobahn 61 que enllaça la ciutat de Basel a Suïssa amb el centre de l'estat de Hessen. Amb una importància menor, hi ha les carreteres Bundesstraße 39, que uneix el Palatinat amb la frontera francesa i holandesa, i la Bundesstraße 9 que passa per ciutats com Colònia o Estrasburg a França.
Trànsit per ferrocarril
La ciutat té l'estació de tren de Hauptbahnhof (Estació Principal). Per aquesta hi circulen trens que uneixen la ciutat amb Magúncia i també línies com la S-Bahn RheinNeckar que l'enllaça amb ciutats importants com Heidelberg, Kaiserslautern, Mannheim, Karlsruhe, Homburg, Osterburken o Germersheim, als estats de Renània-Palatinat, Saarland, Hessen i Baden-Württemberg.
Trànsit fluvial
Espira té un port comercial i unes drassanes ubicades a una vora del Rin.
Trànsit aeri
Els aeroports de Frankfurt del Main i el de Stuttgart són els més propers a la ciuat, ambdós a una hora aproximadament. Speyer té un camp d'aviació propi, tot i que és només per l'ús d0un club esportiu i de jets privats.

## Política

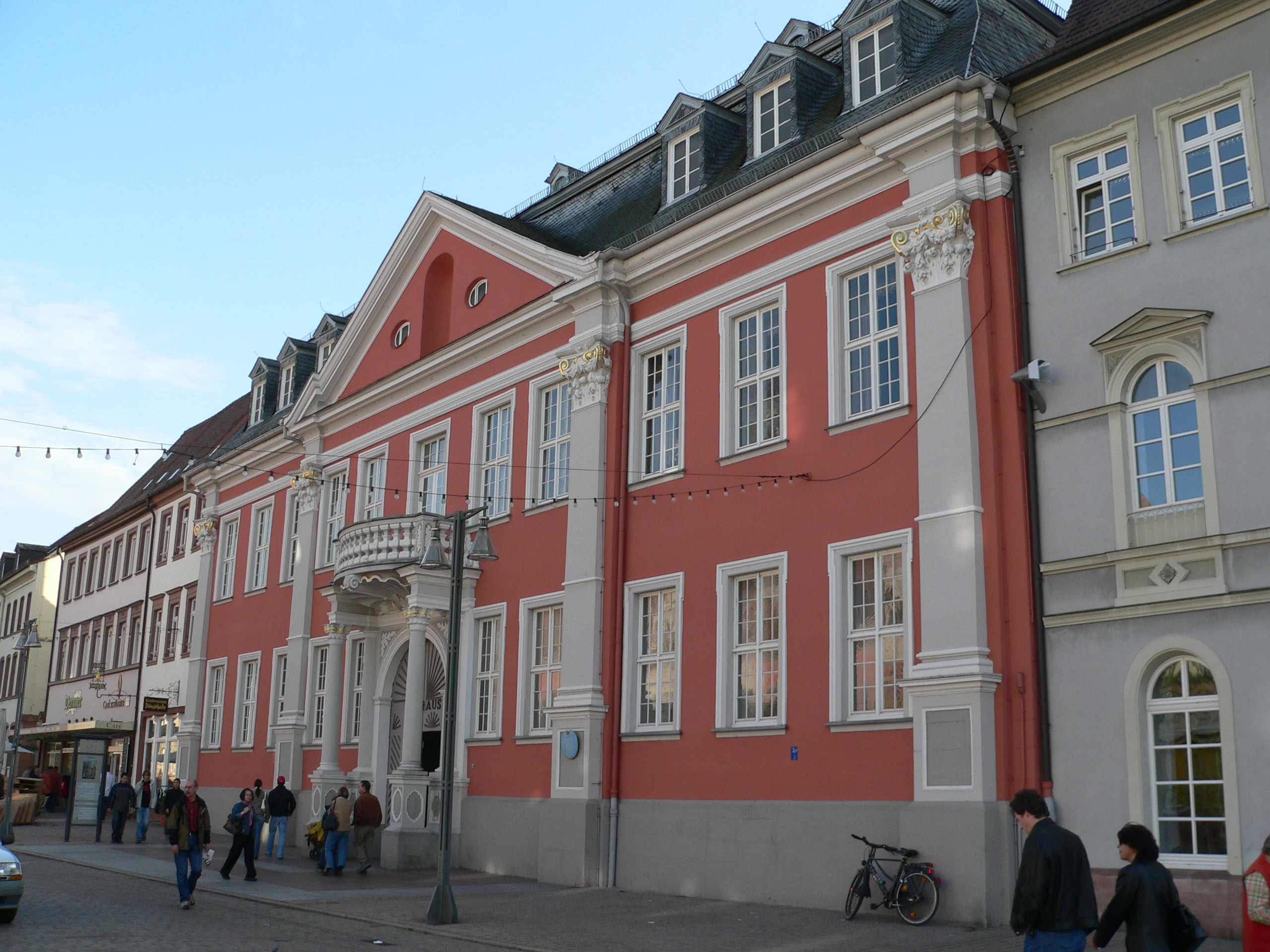
Ajuntament d'Espira (Rathaus Speyer)

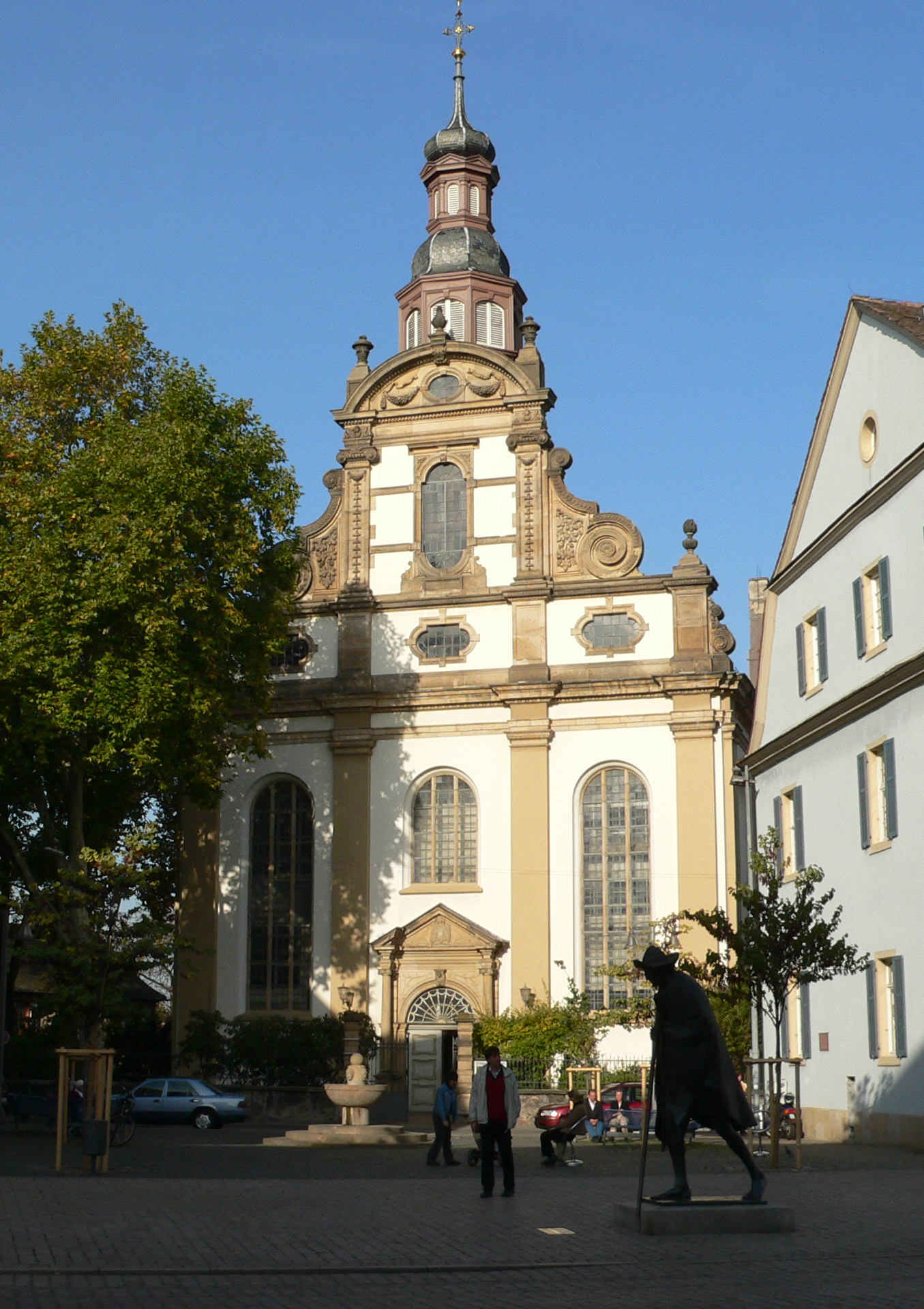
Església barroca de Dreifaltigkeitskirche

| Partits i associacions de votants | % 2004 | Escons 2004 | % 1999 | Escons 1999 |
| --------------------------------- | ------ | ----------- | ------ | ----------- |
| CDU                               | 39,1   | 17          | 42,8   | 19          |
| SPD                               | 23,0   | 10          | 30,7   | 13          |
| Grup de Votants d'Espira          | 9,5    | 5           | 8,3    | 4           |
| Aliança 90/Els Verds              | 9,5    | 4           | 6,5    | 3           |
| REP                               | 5,0    | 2           | 4,7    | 2           |
| Comunitat de la ciutat d'Espira   | 5,0    | 2           | 0,0    | 0           |
| FDP                               | 4,6    | 2           | 3,9    | 2           |
| ödp                               | 4,3    | 2           | 3,5    | 1           |
| total                             | 100,0  | 44          | 100,0  | 44          |
| participació en %                 | 49,7   | 49,7        | 54,5   | 54,5        |

## Ciutatsagermanades
- Spalding, Regne Unit des de 1956
- Chartres, França des de 1959
- Kursk, Rússia des de 1989
- Ravenna, Itàlia des de 1989
- Gniezno, Polònia des de 1992
- Yavne, Israel des de 1998
- Rusizi, Ruanda des de 2001